# 土井ケイト
土井 ケイト（どい けいと、1989年1月17日 - ）。日本の女優。アメリカ出身。ワタナベエンターテインメント所属

## 来歴
1989年、アメリカミネソタ州生まれ。日本人の母とアメリカ人の父。4歳の時に両親が離婚、母と共にアメリカから東京の祖父母の家に引っ越す。母は映像翻訳家、祖父の土井庄一郎は日本の出版社築地書館（1953年創立）の創設者。
19歳の時に蜷川幸雄が主宰するさいたまネクストシアター旗揚げメンバーとして所属。『美しきものの伝説』（第18回読売演劇大賞最優秀作品賞受賞）サロメ（神近市子）役、『ハムレット』（第20回読売演劇大賞優秀作品賞受賞）王妃ガートルード役。その後もヒロイン等を演じ、ネクストシアター退団後も蜷川作品を中心に活動。
2017年に紀伊国屋ホールで公演が行われた二人芝居『ダニーと紺碧の海』（藤田俊太郎演出）でTOKIOの松岡昌宏の相手役、『海辺のカフカ』で6ヶ国のワールドツアーに参加、日生劇場で公演が行われたデヴィッドルヴォー演出の音楽劇『道』でザンパノ（草彅剛）を誘惑する寡婦役、舞台『皆既食』でランボー（岡田将生）の妹･イザベル役、『危険な関係』でヴァルモン（玉木宏）の情婦･エミリー役等。
日本の活動と同時にニューヨークの演劇学校リーストラスバーグへの留学。
さいたまネクストシアター 第1期生（2009年～2013年）Lee Strasberg Institute留学（2012年）

## 出演作品

### 舞台
土井ケイト名義
- Once（2025年9月9日 - 28日〈予定〉、日生劇場 / 10月4日・5日〈予定〉、御園座 / 10月11日 - 14日〈予定〉、梅田芸術劇場 メインホール / 10月20日 - 26日〈予定〉、博多座） - レザ 役[5][6]
- 梨泰院クラス（2025年6月、東京建物 Brillia HALL / 7月、箕面市立文化芸能劇場大ホール / 7月、アイプラザ豊橋） - マ・ヒョニ 役[7]
- ポルノグラフィ PORNOGRAPHY / レイジ RAGE（シアタートラム2025年）[8]
- 天保十二年のシェイクスピア（日生劇場/地方公演2024・2025年）[9]
- リア王の悲劇（KAAT神奈川芸術劇場2024年） - エドガー 役[10]
- ラビット・ホール（2023年4月9日-25日、PARCO劇場 / 2023年4月28日、あきた芸術劇場ミルハス / 2023年5月4日、キャナルシティ劇場 / 2023年5月13日-14日、森ノ宮ピロティホール）イジー役
- ザ・ウェルキン（2022年7月7日 - 31日、シアターコクーン / 2022年8月3日 - 7日、森ノ宮ピロティホール）キティ・ギブンス役[11]
- 続・五稜郭残党伝～北辰群盗録（すみだパークシアター倉2021年）マルーシャ役
- 墓場なき死者（駅前劇場2021年）リュシー役
- NINE（TBS赤坂ACTシアター2020年）カルラ役
- 冷蔵庫のうえの人生（兵庫県芸術文化センター2020年）クレア役
- 天保十二年のシェイクスピア（日生劇場2020年）お里役
- イザ・僕の運命の人 (シアタートラム2019年) イザ・シュミット役 (主役)[12]
- チック (シアタートラム2019年) イザ・シュミット/タチアーナ/他3役
- 海辺のカフカ(赤坂actシアター/パリ公演2019年）ミミ/ カーネルの女の子 役[13]
- 道（日生劇場2018年）コロス/ 未亡人 役[14]
- 華氏451度（KAAT神奈川芸術劇場2018年）ブラック/ミセスボウルズ/他3役[15]
- 危険な関係（Bunkamuraシアターコクーン2018年）エミリー役[16]
- チック（シアタートラム2017年）イザ・シュミット/タチアーナ/他3役　[17]
- ダニーと紺碧の海（紀伊國屋ホール2017年）ロバータ 役[18]
- お気に召すまま（シアタークリエ2017年）秘書/ヒッピー 役[19]

土井睦月子名義
- 村上春樹を『聴く』[20](天王洲 銀河劇場2016年）
- 海辺のカフカワールドツアー(赤坂actシアター/ロンドン、ニューヨーク、シンガポール、ソウル上演2015年）ミミ／カーネルの女の子役　[21]
- 皆既食〜Total Eclipse〜（Bunkamuraシアターコクーン/地方公演2014年）- イザベル・ランボー 役[22]
- ヘンリー4世(彩の国さいたま芸術劇場/地方公演2013年)モーティマー夫人役[23]
- オイディプス　(彩の国さいたま芸術劇場2013年)イオカステ役
- トロイアの女たち(東京芸術劇場プレイハウス2012年）コロス役[24]
- 話してくれ雨のように(彩の国さいたま芸術劇場2012年）主演
- 海辺のカフカ(彩の国さいたま芸術劇場/地方公演2012年）カーネルの女の子役
- 2012年・蒼白の少年少女たちによる『ハムレット』　(彩の国さいたま芸術劇場2012年）ガートルード役　第20回読売演劇大賞優秀作品賞受賞[25]
- 血の婚礼(Bunkamuraシアターコクーン/地方公演2011年）高校生役
- 自主公演主演『喜劇一幕　虹艶聖夜』(新宿ゴールデン街劇場2011年）主役
- 美しきものの伝説(彩の国さいたま芸術劇場2010年）サロメ/神近市子役　第18回読売演劇大賞優秀作品賞受賞[26]
- ファミリーミュージカル『ガラスの仮面－二人のヘレン－』(彩の国さいたま芸術劇場/地方公演2010年）沢渡美奈・早川あき子役
- 真田風雲録 (彩の国さいたま芸術劇場2009年）むささびのお霧役

### 映画
- 空に住む（2020年）
- 10万分の1（2020年）
- 尾かしら付き。（2023年） - 宇津見ホア 役[27]

### テレビ
- 西村京太郎サスペンス・十津川警部シリーズ･第5作「京都・嵯峨野殺人迷路〜ニセ十津川警部現わる!!〜」（2018年4月9日・TBS）- クラブ「トリュンメルバッハ」ママ・北川悦子 役
- 特捜9〜最終話（テレビ朝日）- 記者 役
- 僕のヤバイ妻（TBS）- ショップ店員 役